# Верд-Вілледж (Аризона)
Верд-Вілледж (англ. Verde Village) — переписна місцевість (CDP) в США, в окрузі Явапай штату Аризона. Населення — 12 019 осіб (2020).

## Географія
Верд-Вілледж розташований за координатами 34°42′43″ пн. ш. 111°59′39″ зх. д. / 34.71194° пн. ш. 111.99417° зх. д. (34.711930, -111.994041).  За даними Бюро перепису населення США в 2010 році переписна місцевість мала площу 18,08 км², уся площа — суходіл.

## Демографія
Згідно з переписом 2010 року, у переписній місцевості мешкало 11 605 осіб у 4514 домогосподарствах у складі 3070 родин. Густота населення становила 642 особи/км².  Було 4989 помешкань (276/км²).
Расовий склад населення:
| - 85,7 % — білих - 1,7 % — корінних американців - 0,5 % — чорних або афроамериканців - 0,5 % — азіатів - 0,1 % — вихідців з тихоокеанських островів - 9,0 % — осіб інших рас |

До двох чи більше рас належало 2,6 %. Частка іспаномовних становила 21,6 % від усіх жителів.
За віковим діапазоном населення розподілялося таким чином: 24,1 % — особи молодші 18 років, 57,8 % — особи у віці 18—64 років, 18,1 % — особи у віці 65 років та старші. Медіана віку мешканця становила 42,4 року. На 100 осіб жіночої статі у переписній місцевості припадало 94,7 чоловіків;  на 100 жінок у віці від 18 років та старших — 91,1 чоловіків також старших 18 років.
Середній дохід на одне домашнє господарство  становив 55 689 доларів США (медіана — 45 254), а середній дохід на одну сім'ю — 62 259 доларів (медіана — 51 735). Медіана доходів становила 43 491 долар для чоловіків та 36 278 доларів для жінок. За межею бідності перебувало 19,0 % осіб, у тому числі 21,5 % дітей у віці до 18 років та 5,9 % осіб у віці 65 років та старших.
Цивільне працевлаштоване населення становило 4828 осіб. Основні галузі зайнятості: освіта, охорона здоров'я та соціальна допомога — 21,3 %, мистецтво, розваги та відпочинок — 13,8 %, будівництво — 11,0 %, фінанси, страхування та нерухомість — 9,9 %.